# Школа при Конвенте Сестёр Францисканок-Миссионерок Пресвятой Девы Марии в Харбине
Школа при Конвенте Сестер Францисканок-Миссионерок Пресвятой Девы Марии в Харбине — существовавшее в период с 1928 года по 1948 год учебное заведение Русского апостолата в зарубежье юрисдикции Экзархата русских католиков византийского обряда  в Харбине, Китай.

## История
Основана в Старом Харбине при монастыре монахинь Францисканки-миссионерки Марии для воспитания и обучения девочек младшего возраста разных национальностей и вероисповедания из семей русской колонии в Харбине. Девушки старшего возраста находились в приюте и получали образование при польском монастыре сестер-урсулинок в Харбине на средства, выделенные Католической Церковью.
В 1934 году обучалось 200 девочек, из них 50 происходили из традиционно католических семей, для воспитанниц византийской богослужебной традиции имелась восточная часовня, где совершались регулярные богослужения по русскому синодальному обряду. Программа обучения соответствовала дореволюционным российским стандартам применительно к Начальному училищу или Земской школе и Прогимназии, большое внимание обращалось на национальную сторону воспитания. Заботами игуменьи матери Марии повышалось значение духовно-нравственной стороны обучения, наряду с основательным изучением иностранных языков, воспитанниц знакомили с прошлым России и ее культурным богатством, дабы избежать денационализации девушек, что являлось актуальным в работе с русской эмигрантской молодежью. В национальном отношении помимо собственно детей из семей русской колонии Харбина, в приют принимали также китайских девочек, т.к. в семьях местной бедноты практиковались жестокие средневековые предрассудки, усугубляющиеся тяжкой долей, когда родители выбрасывали дочерей на улицу. Сестры-монахини подбирали этих сирот.
В 1935 году благодаря активности экзарха Фабиана Абрантовича удавалось изыскать материальные средства, пожертвованные французской дипломатической миссией, так началось строительство нового здания для школы и приюта. На богослужении, по случаю закладки первого камня присутствовал французский консул в Харбине. Проектировку и строительные работы также осуществляла французская строительная компания.
Кроме того, в городе Чанчунь францисканки организовали еще одну школу для 50 русских девочек. Для летнего отдыха существовал пансион на берегу моря в местечке Чифу.
В декабре 1948 года все помещения были конфискованы, монахини выселены из жилища, они были вынуждены долгое время скитаться без средств к существованию, до тех пор пока не получили возможность выехать в Европу или Америку.